# Квадратни метар
Квадратни метар (симбол: m²) је јединица за површину једнака површини коју обухвата квадрат странице 1 метра. Ово је основна СИ јединица за површину.
Сабирање и одузимање СИ префикса ствара умношке и подмноже; међутим, како је јединица експоненцијална, количине расту експоненцијално за одговарајући степен од 10. На пример, 1 километар је 103 (хиљаду) пута дужи од 1 метра, али 1 квадратни километар је (103)2 (106 милиона) пута површина 1 квадратног метра, а 1 кубни километар је (103)3 (109, милијарду) кубних метара.

## Примењени СИ префикси
Квадратни метар се може користити са свим СИ префиксима који се користе уз метар.
| Умножак | Име                           | Симбол | Умножак | Име                        | Симбол |
| ------- | ----------------------------- | ------ | ------- | -------------------------- | ------ |
| 100     | квадратни метар (центиара)    | m²     | 100     | квадратни метар (центиара) | m²     |
| 102     | квадратни декаметар (ар)      | dam²   | 10−2    | квадратни дециметар        | dm²    |
| 104     | квадратни хектометар (хектар) | hm²    | 10−4    | квадратни центиметар       | cm²    |
| 106     | квадратни километар           | km²    | 10−6    | квадратни милиметар        | mm²    |
| 1012    | квадратни мегаметар           | Mm²    | 10−12   | квадратни микрометар       | μm²    |
| 1018    | квадратни гигаметар           | Gm²    | 10−18   | квадратни нанометар        | nm²    |
| 1024    | квадратни тераметар           | Tm²    | 10−24   | квадратни пикометар        | pm²    |
| 1030    | квадратни петаметар           | Pm²    | 10−30   | квадратни фемтометар       | fm²    |
| 1036    | квадратни ексаметар           | Em²    | 10−36   | квадратни етаметар         | am²    |
| 1042    | квадратни зетаметар           | Zm²    | 10−42   | квадратни зептометар       | zm²    |
| 1048    | квадратни јотаметар           | Ym²    | 10−48   | квадратни јоктометар       | ym²    |

## Јуникодни знакови
Јуникод има неколико знакова који се користе за представљање јединица метричке површине, али они су зарад компатибилности са кодирањем знакова у источној Азији и нису намењени за употребу у новим документима.
- U+33A1 ㎡ квадратни m на квадрат)
- U+33A2 ㎢ квадратни km на квадрат
- U+3378 ㍸ квадратни dm на квадрат
- U+33A0 ㎠ квадратни cm на квадрат
- U+339F ㎟ квадратни mm на квадрат

Уместо тога, може се користити јуникодни суперскрипт U+00B2 ² , као у m².

## Конверзије
Квадратни метар износи:
- 0,000001 (10-6) квадратних километара (km²)
- 10000 (104) квадратних центиметара (cm²)
- 0,0001 (10-4) хектара (ha)
- 0,001 декара (daa)
- 0,01 (10-2) ара (a)
- 0,1 дециара (da)
- 1 центиара (ca)
- 0,000247105381 акра
- 0,0247105381 цента
- 1,195990 квадратних јарди
- 10,763911 квадратних стопа
- 1550,0031 квадратних инча

## 100до 107квадратних метара
| Фактор (m²) | Умножак                                                  | Вредност                                                                      | Ставка                                                                                  |
| ----------- | -------------------------------------------------------- | ----------------------------------------------------------------------------- | --------------------------------------------------------------------------------------- |
| 100         | 1 квадратни метар                                        | 1 m²                                                                          | Међународни A0 папир (841 × 1189 mm)                                                    |
| 100         | 1 квадратни метар                                        | 1.73 m²                                                                       | Број који се обично користи као просечна површина тела човека                           |
| 100         | 1 квадратни метар                                        | 1–4 m²                                                                        | Површина горње стране канцеларијског стола                                              |
| 101         |                                                          | 10–20 m²                                                                      | Паркирно место                                                                          |
| 101         | 70 m²                                                    | Приближна површина људског плућа                                              |                                                                                         |
| 102         | 1 квадратни декаметар (dam²)                             | 100 m²                                                                        | Један ар (a)                                                                            |
| 102         | 1 квадратни декаметар (dam²)                             | 162 m²                                                                        | Величина одбојкашког терена (18 × 9 метара)                                             |
| 102         | 1 квадратни декаметар (dam²)                             | 202 m²                                                                        | Површина средње куће са три спаваће собе у предграђу у САД 2010: 2.169 sq ft (201,5 m2) |
| 102         | 1 квадратни декаметар (dam²)                             | 261 m²                                                                        | Величина тениског терена                                                                |
| 102         | 1 квадратни декаметар (dam²)                             | 437 m²                                                                        | Величина NBA/WNBA/NCAA кошаркашког терена                                               |
| 103         | 1 кило квадратни метар k(m²)                             | 1,000 m²                                                                      | Површина модерног стрема или дунама                                                     |
| 103         | 1 кило квадратни метар k(m²)                             | 1,250 m²                                                                      | Површина воде у базену олимпијске величине                                              |
| 103         | 1 кило квадратни метар k(m²)                             | 4,047 m²                                                                      | 1 акр                                                                                   |
| 103         | 1 кило квадратни метар k(m²)                             | 5,400 m²                                                                      | Величина терена за амерички фудбал                                                      |
| 103         | 1 кило квадратни метар k(m²)                             | 7,140 m²                                                                      | Величина типичног фудбалског терена                                                     |
| 104         | 1 квадратни хектометар (hm²)                             | 10,000 m²                                                                     | 1 хектар (ha)                                                                           |
| 104         | 1 квадратни хектометар (hm²)                             | 17,000 m²                                                                     | Приближна површина терена за крикет (теоретске границе: 6.402 m² до 21.273 m²)          |
| 104         | 1 квадратни хектометар (hm²)                             | 22,100 m²                                                                     | Подручје градског блока на Менхетну                                                     |
| 104         | 1 квадратни хектометар (hm²)                             | 53,000 m²                                                                     | База Велике пирамиде у Гизи                                                             |
| 105         |                                                          | 195,000 m²                                                                    | Ирска национална ботаничка башта\|                                                      |
| 105         | 490,000 m²                                               | Ватикан                                                                       |                                                                                         |
| 105         | 600,000 m²                                               | Укупна површина Пентагона                                                     |                                                                                         |
| 105         | 887,800 m²                                               | Главна монтажна зграда АвтоВАЗ-а, Тољати, Русија (највећа зграда по површини) |                                                                                         |
| 106         | 1 мега квадратни метар M(m²) 1 квадратни километар (km²) | 1.76 km²                                                                      | Глобални центар новог века, Ченгду, Кина (највећа зграда по укупној површини пода)      |
| 106         | 1 мега квадратни метар M(m²) 1 квадратни километар (km²) | 2 km²                                                                         | Монако (земља на 192. месту по површини)                                                |
| 106         | 1 мега квадратни метар M(m²) 1 квадратни километар (km²) | 2.59 km²                                                                      | 1 квадратна миља                                                                        |
| 106         | 1 мега квадратни метар M(m²) 1 квадратни километар (km²) | 2.9 km²                                                                       | Лондонски град (не сав модерни Лондон)                                                  |
| 107         |                                                          | 59.5 km²                                                                      | Острво Менхетн (копнена површина)                                                       |
| 107         | 61 km²                                                   | Сан Марино                                                                    |                                                                                         |